# Sphex brasilianus
Sphex brasilianus är en biart som beskrevs av De Saussure 1867. Sphex brasilianus ingår i släktet Sphex och familjen grävsteklar. Inga underarter finns listade i Catalogue of Life.